# Kreuzdachbildstock (Burkardroth, Kreuzweglein 8)

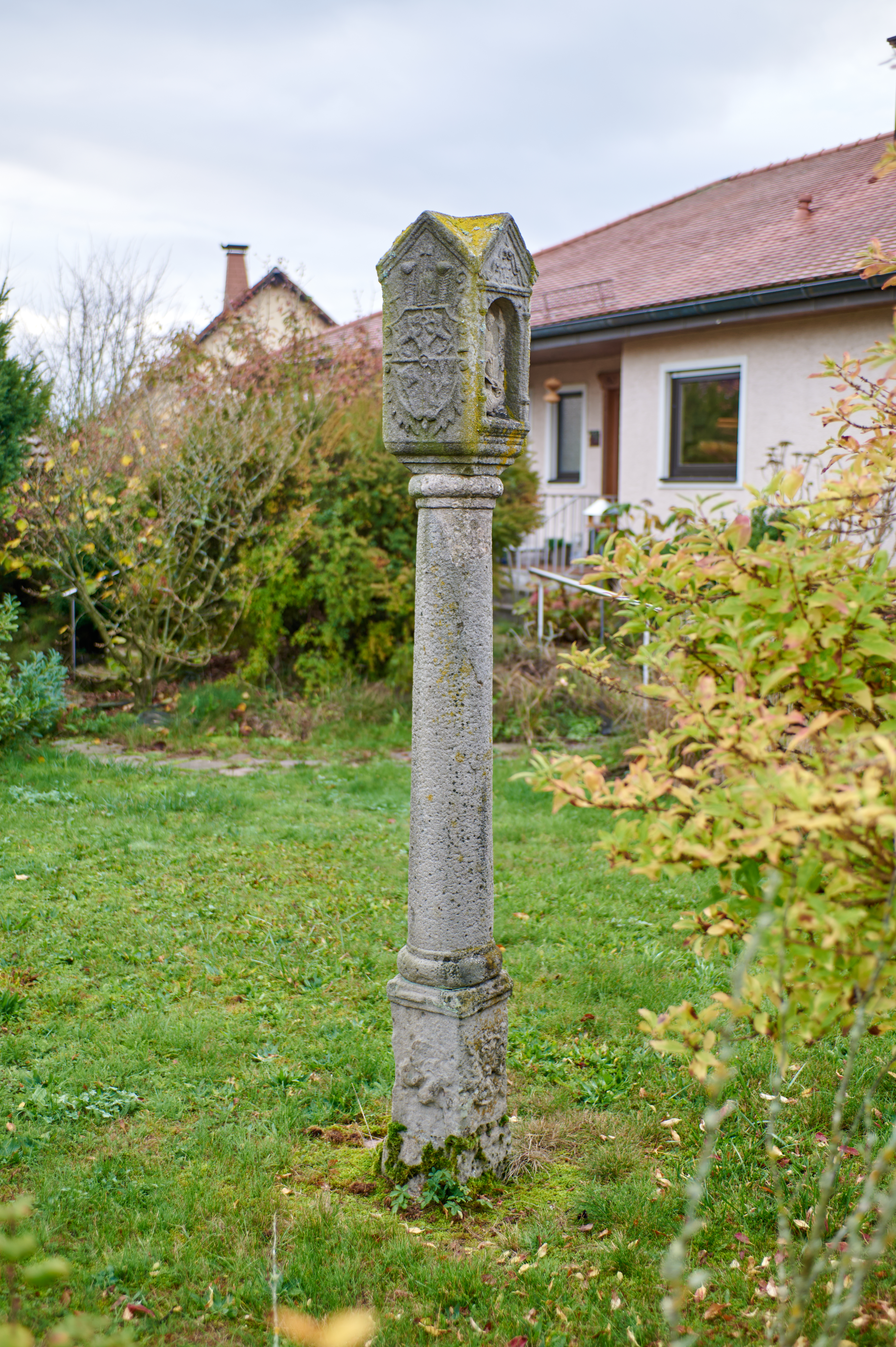
Bildstock, Burkardroth, Kreuzweglein 8

Der Kreuzdachbildstock Kreuzweglein 8 ist ein Flurdenkmal im Markt Burkardroth im unterfränkischen Landkreis Bad Kissingen. Der Bildstock gehört zu den Baudenkmälern von Burkardroth und ist unter der Nummer D-6-72-117-8 in der Bayerischen Denkmalliste registriert.

## Beschreibung
Der Kreuzdachbildstock besteht aus grauem Sandstein und entstand im Jahr 1682.
Der Bildstock ist dreiteilig und besteht aus Fundament, Sockelschaft und Kreuzdachhaus. Das 20 cm hohe, zementierte Fundament hat die Maße 80 cm × 80 cm. Der 55 cm hohe, prismatische Sockel hat die Abmessungen 27 cm × 25,5 cm und trägt eine 126 cm hohe, konische Säule mit einem Durchmesser von 23 cm unten und 18 cm oben. Basiswulst: 5 cm, Basisring: 1,5 cm, Kapitellring: 3 cm, Kapitellwulst: 6 cm. Das 63 cm hohe Kreuzdachhaus hat die Abmessungen 26 cm × 26 cm.
Die Sockelzier besteht aus:
a) Glückskleeblatt mit Diagonalkreuz. Darüber und darunter befindet sich eine waagrecht liegende Spirale mit einem Querstrich in der Mitte

b) Dreierwirbel im Kreis (Dreieinigkeitssymbol). Darüber und darunter befindet sich eine waagrecht liegende Spirale mit einem Querstrich in der Mitte

c) Hakenkreuz

d) Glückskleeblatt mit Diagonalkreuz

Die Kreuzdachhauszier besteht aus:
a) Bildnische mit einem Relief des hl. Georg. Im Giebeldreieck befindet sich ein IHS-Symbol

b) Leierornament

c) Mitra und Hochkreuz flankiert von zwei oben eingerollten Pfauenfedern. Auf dem Wappenschild befinden sich ein Ringstab und ein Schwert mit Pedum oben auf dem Wappenschild. Barocker Wappenrahmen. Das Schild ist geviert:

1) und 2): Zwei aneinander zugewandte, aufrecht gehende Löwen mit erhobenen Schwänzen (ohne Schrägfaden)

3) Würzburger Fähnlein

4) Fränkischer Rechen und gekreuzte Schlüssel. Das Schild zeigt unten ein Fiederblattrand und oben eine Quastenzier (Wappenvariante des Würzburger Fürstbischofs Peter Philipp von Dernbach. Die Rückseiteninschrift lautet in Großbuchstaben:

„IUP HEIL VON

BURCHARDROTH

EIN JUNGEN

GESELL IS SDIFDER

DISES BILDSDOH

1.6.8.2“

Darüber befindet sich im Giebeldreieck eine Zwölferpalmette, die die Zwölf Apostel symbolisiert.
Im Jahr 1966 ist der Bildstock bei Bauarbeiten umgefallen und wurde renoviert.